# 차이링
차이링(柴玲, 1966년 4월 15일 ~ )은 1989년에 일어난 천안문 사태 때 광장 시위를 주동한 전 학생 운동가이다.
차이는 중국 산둥성 르자오 시 출신으로 베이징 대학을 나온 후 베이징 사범대학 대학원에 재학 중인 학생이었다. 1989년에 일어난 천안문 사태 때 천안문 광장에서 열린 학생과 노동자, 농민들의 반정부 장기 단식농성을 주도했으며 이로 인해 중국 정부의 감시 대상에 오르게 되었다. 그녀는 시위대와 화염병, 벽돌 시위의 해산 거부를 주장한 시위대 강경파였지만 군부대 출동 이후에는 군중을 두고 천안문 광장을 빠져 나갔다. 1990년 4월에 홍콩으로 도피하였고 10개월 후에 프랑스 파리로 이주했다.
차이는 그런 뒤에 프린스턴 대학에서 정치학 명예 석사 학위, 하버드 대학 경영대학원에서는 MBA 과정을 졸업하였으며 미국 시민권을 취득하였다. 톈안먼 운동 후 오랜 시간이 지난 후 차이는 허핑턴 포스트에 올린 '나는 그들을 용서한다'는 영문 글에서 그날 중국 공산당 지도자들을 생각할 때마다 오랫동안 비통함과 분노와 싸워왔다고 말하면서, 덩샤오핑의 '한 자녀 정책'이 내게 있어선 특히 용서할 수 없었다고 말했다. 하지만 왕단은 '그녀의 발언은 다른 학생들의 의견을 대표하지 않는다'며 반박했다. 또한 우얼카이시 역시 '나는 용서할 수 없다'는 글로 차이링을 비판했다.